# Американська нацистська партія
Американська нацистська партія (англ. American Nazi Party) — американська ультраправа і неонацистська політична партія, заснована Джорджем Лінкольном Роквеллом, зі штаб-квартирою в Арлінгтоні. Спочатку організація мала назву «Всесвітній союз націонал-соціалістів вільного підприємництва» (WUFENS), що означало опозицію до державної власності на майно. Того ж року вона була перейменована в «Американську нацистську партію» з метою привернути «максимальну увагу ЗМІ». З кінця 1960-х років назву «Американська нацистська партія» використовувала низка невеликих груп, більшість з яких були незалежними одна від одної і розпалися до початку 21-го століття. Партія значною мірою базується на ідеалах і політиці Націонал-соціалістичної робітничої партії Німеччини Адольфа Гітлера, використовує її уніформу та іконографію.
Партія випускала і поширювала друкарську продукцію, де зображалися білі, які захищали білих школярів, утискуваних афроамериканцями. Останні карикатурно представлялися як неосвічені і агресивні елементи. Після операції ФБР партію покинув Френк Коллін, що заснував в 1970 році Націонал-соціалістичну партію Америки (англ. National Socialist Party of America).
Невдовзі після вбивства Роквелла в 1967 році організація призначила новим лідером праву руку Роквелла, заступника Метта Коела (Matt Koehl). В 1970-х і 1980-х роках партія була схильна до ідеологічних розбіжностей між членами. «У 1982 році Мартін Керр, лідер штаб-квартири на Франклін Роуд, оголосив, що організація змінює свою назву на «Новий порядок» і переїжджає на Середній Захід», починаючи з 1 січня 1983 року. Через проблеми з вербуванням, а також фінансові та юридичні проблеми, Коел був змушений перенести штаб-квартиру ґрупи з округу Колумбія, і врешті-решт вона опинилася в розкиданих місцях у Вісконсині та Мічигані. Після смерті Коела в 2014 році, Мартін Керр, давній член і офіцер «Нового порядку», взяв на себе лідерство і підтримує веб-сайт і орґанізацію.
Колишній член колишньої Американської нацистської партії Роккі Сухайда заснував власну організацію під назвою «Американська нацистська партія» і веде активну діяльність щонайменше з 2008 року. Сухайда називає Роквелла її засновником, незважаючи на відсутність прямого юридичного або фінансового зв'язку між ним і організацією Роквелла. Єдиний зв'язок між оригінальною «Американською нацистською партією» і групою Роккі Сухайди, окрім ідеології, полягає в тому, що вони продають передруки журналу Роквелла 1960-х років «Штурмовик» на своєму веб-сайті. Як гасло партія використовує 14 слів Девіда Лейна: «Ми повинні забезпечити існування нашого народу і майбутнє для білих дітей» (англ. We must secure the existence of our people and a future for white children). Партія має вебсайт, де викладає свої погляди.

## Штаб-квартира
Штаб-квартира WUFENS розташовувалася в резиденції на бульварі Вільямсбург в Арлінгтоні, але була перенесена як штаб-квартира АНП до будинку на 928 Норт-Рендольф-стріт (зараз там знаходиться готель і офісна будівля). Роквелл і деякі члени партії також створили «казарму штурмовиків» у старому особняку, що належав вдові Вілліса Керна в районі Домініон Хіллз в Арлінгтоні, на місці, де зараз знаходиться регіональний парк Аптон Хілл. Після вбивства Роквелла штаб-квартиру знову перенесли до двоповерхової цегляно-бетонної будівлі за адресою 2507 North Franklin Road зі свастикою над вхідними дверима, яку було помітно видно з боку жвавої вулиці Вілсона. Сьогодні адресу на Франклін Роуд часто помилково вважають штаб-квартирою, хоча насправді це була остання фізична адреса організації-правонаступниці в Арлінгтоні (зараз там знаходиться кав'ярня).

## Історія

### Зміна назви та партійна реформа
Під керівництвом Роквелла партія перейняла нацистську уніформу та іконографію.
Після кількох років життя у злиднях Роквелл почав відчувати певний фінансовий успіх завдяки платним виступам в університетах, куди його запрошували висловити свої суперечливі погляди як вправу на свободу слова. Це спонукало його припинити партійну тактику «Фази Один» і розпочати «Фазу Два» - план перетворення групи на легітимну політичну партію шляхом пом'якшення усних і письмових нападок на небілих, заміни партійного гасла «Зіг хайль!» на «Біла влада!» (англ. — «White Power!»), обмеження публічного показу свастики і висунення кандидатів на місцевих виборах.
1965 і 1967 роки були, можливо, піком популярності Роквелла. Він дав інтерв'ю журналу Playboy, що викликало суперечки лавах партії. На той час Роквелл мав близько 500 послідовників. У 1966 або 1967 році Роквелл перейменував АНП на «Націонал-соціалістичну партію білих людей» (NSWPP), що відштовхнуло деяких членів, які дотримувалися жорсткої лінії. Нова назва була «свідомою імітацією» Національної асоціації сприяння розвитку кольорового населення. Роквелл хотів більш «екуменічного» підходу і вважав, що прапор зі свастикою перешкоджає організаційному зростанню. Роквелл був убитий 25 серпня 1967 року, так і не встигнувши провести партійні реформи. Метт Коел, пуританський неонацист, змінив Роквелла на посаді лідера, і на цьому діяльність «Американської нацистської партії» як такої припинилася. Після цього між членами партії почалися міжусобні суперечки, і вони були або виключені Коелом, або пішли у відставку. Після вбивства Роквелла партія розпалася, інші організації узурпували логотип партії. Серед них були Джеймс Берфорд у Чикаго та Джон Бішоп в Айові.
У 1962 році член АНП Рой Джеймс був засуджений до 30 днів ув'язнення і штрафу в 25 доларів за те, що вдарив Мартіна Лютера Кінга-молодшого, після того, як визнав себе винним у нападі і побитті та порушенні громадського порядку. Кінг не хотів висувати звинувачення, але суддя Бірмінгема Чарльз Браун наполіг на суді над Джеймсом, назвавши інцидент «недоречним, неспровокованим нападом».

### Вбивство Роквелла
Перший замах на Роквелла було скоєно 28 червня 1967 року. Повертаючись після покупок, Роквелл заїхав на довгу під'їзну дорогу до «казарм штурмовиків», розташованих у районі Домініон-Гіллз в Арлінгтоні, і побачив, що вона заблокована поваленим деревом і кущами. Роквелл припустив, що це була чергова витівка місцевих підлітків. Коли він розчищав дорогу, в нього було зроблено два постріли з-за одного з цегляних стовпів під'їзної дороги, на якому була вибита свастика. Один з пострілів зрикошетив від машини, прямо біля його голови. Вистрибнувши з машини, Роквелл переслідував нападника. 30 червня він звернувся до окружного суду округу Арлінгтону з проханням надати йому дозвіл на носіння зброї; жодних дій на його прохання так і не було вжито.
25 серпня 1967 року, коли Роквелл виходив з пральні Econowash в торговому центрі Dominion Hills, колишній послідовник на ім'я Джон Патлер вистрілив у Роквелла з даху будівлі з пістолета Mauser C96. Патлер випустив дві кулі в машину Роквелла через лобове скло. Одна куля не влучила, інша влучила в груди і розірвала серце. Його автомобіль відкотився назад і зупинився, а Роквелл, похитуючись, вийшов з передніх пасажирських дверей, коротко постояв, показуючи вгору на дах торгового центру, звідки лунали постріли, а потім впав на асфальт. Його смерть була констатована на місці події.

### Спадкоємність та ідеологічні розбіжності Коела
Другий заступник Роквелла, Метт Коел, переконаний гітлерівець, взяв на себе роль лідера після того, як рада вирішила, що він повинен зберегти командування. Коел продовжив розпочату Роквеллом реструктуризацію групи, відмовившись від використання негативних усних і письмових нападок на расові меншини. Коел також почав наголошувати на позитивних аспектах нацизму і славі майбутнього повністю білого суспільства. Коел зберіг партійну літературу зі свастикою та псевдонацистську форму «штурмовиків», яку носили нацистські штурмові загони нацистської партії. У 1968 році Коел переїхав до нової штаб-квартири на 2507 North Franklin Road, яку добре видно з головної вулиці Арлінгтона, бульвару Вільсона. Він також заснував друкарню, книжковий магазин «Меморіал Джорджа Лінкольна Роквелла» і житлові приміщення для членів партії на прилеглій території.
У 1970-х роках партія почала відчувати ідеологічні розбіжності серед своїх прихильників. У 1970 році член партії Френк Коллін, який сам таємно був сином батька-єврея, відколовся від групи і заснував у Чикаго «Націонал-соціалістичну партію Америки», яка прославилася своєю спробою пройти маршем через Скокі, штат Іллінойс, де проживало багато людей, що пережили Голокост. Це призвело до справи у Верховному суді США. Інші незадоволені члени NSWPP вирішили підтримати Вільяма Лютера Пірса і утворили «Національний альянс» у 1974 році.
Подальша ерозія відбулася після того, як Коел, спираючись на вчення гітлерівського містика Савітрі Деві, почав стверджувати, що нацизм був більше схожий на релігійний рух, аніж на політичну течію. Він сповідував віру в те, що Адольф Гітлер був даром незбагненного божественного провидіння, який був посланий, щоб врятувати білу расу від занепаду і поступового вимирання, спричиненого зниженням народжуваності і неправильним схрещуванням поколінь. Смерть Гітлера в 1945 році розглядалася як різновид мучеництва; добровільна, подібна до Христа, самопожертва, яка очікувала духовного воскресіння нацизму пізніше, коли арійська раса потребуватиме його найбільше. Ці езотеричні переконання призвели до суперечок зі «Всесвітнім союзом націонал-соціалістів», який заснував Роквелл і лідером якого, данським неонацистом Повлем Рііс-Кнудсеном, був призначений Коел. Не злякавшись, Коел продовжував перетворювати партію на нову релігію в процесі формування. Публічні мітинги поступово припинялися на користь стриманих зібрань, які проводилися в приватних приміщеннях. У День праці 1979 року, вкрай непопулярним для деяких членів партії кроком, Коль розпустив воєнізований підрозділ партії «Штурмовики».
3 листопада 1979 року деякі члени NSWPP і група Ку-клукс-клану напали на марш протесту Американської Комуністичної робітничої партії в Грінсборо, штат Північна Кароліна. Група неонацистів і ку-клукс-кланівців застрелила п'ятьох учасників маршу. У стрілянині брали участь сорок кланменів і неонацистів, шістнадцять з них були заарештовані. Шість найгучніших справ були передані до суду першими, але два кримінальні процеси завершилися виправданням обвинувачених суцільно білими присяжними. Однак у 1985 році в результаті цивільного позову жертви виграли судовий процес на суму 350 000 доларів проти міста, кланменів і неонацистів, після того, як їх усіх визнали винними в порушенні громадянських прав демонстрантів. Розстріли стали відомі як «Бійня в Ґрінсборо».
У 1982 році Служба внутрішніх доходів США наклала арешт на штаб-квартиру групи в Арлінгтоні. Коел припинив друк газети організації, продав свою нерухомість в Арлінгтоні і розпорошив штаби групи по різних місцях у Вісконсині та Мічигані. У Нью-Берліні, було придбано відокремлену сільську садибу площею 88 акрів (360 000 м2) під назвою «Нордленд», яка слугувала житловим приміщенням та місцем проведення щорічних зустрічей і церемоніальних заходів.

### Новий порядок
Організація Коела змінила свою назву на «Новий порядок» 1 січня 1983 року на підставі того, що люди суспільстві «не є людьми, які прагнуть приєднатися до революційних організацій», заявивши, що вона переїжджає в район на Середньому Заході, який вона не буде розкривати з міркувань безпеки. Зміна назви відображала нацистський містицизм групи, і вона все ще була відома під цією назвою у 2010 році.
Організація на короткий час привернула увагу ЗМІ у жовтні 1983 року, коли провела приватну зустріч у середній школі Йорктауна в Арлінгтоні, штат Вірджинія. Збори членів організації відбулися в приміщенні, в той час як поліція стримувала натовп контрпротестувальників на вулиці. Ця подія стала останнім публічним виступом Коела і «Нового порядку» в Арлінгтоні. Відтоді єдиною зовнішньою ознакою того, що група продовжувала діяти, була щорічна поява свастики та прапорів війни за незалежність США Бетсі Росс, які здіймалися над непоказною будівлею штаб-квартири партії на Норт-Франклін-Роуд 20 квітня (у день народження Гітлера).
Сьогодні «Новий порядок» діє тихо, далеко від уваги громадськості, уникаючи конфронтаційних публічних мітингів, які колись були візитною карткою його попередніх інкарнацій. Організація має веб-сторінку та поштову скриньку в Мілвокі, на якій розміщує інформацію та шаблонні матеріали, що пропагують нацизм. Вона не має членів, а лише «зареєстрованих прихильників», які зобов'язуються щомісяця надсилати внески-пожертви. Фінансування також здійснюється за рахунок продажу книг та інших товарів через афілійовану компанію NS Publications з Вайандотта, штат Мічиган. Щоквартально прихильникам надсилається інформаційний бюлетень NS Bulletin. Група час від часу проводить урочисті збори в нерозкритих приватних місцях, наприклад, щорічне святкування дня народження Гітлера 20 квітня.
Нинішній керівник штабу «Нового порядку» Мартін Керр стверджує, що група більше не є групою білого супрематизму і зосереджується на пропаганді «на користь [білих] людей, а не проти інших рас чи етносів... ми вважаємо білих людей гігантською сім'єю расових братів і сестер, об'єднаних узами спільного походження і спільною спадщиною. Прихильність до власної сім'ї не означає, що ми ненавидимо інші сім'ї». SPLC все ще класифікує їх як неонацистів і як «групу ненависті».

## Однойменні організації
З кінця 1960-х років існувала низка невеликих груп, які використовували назву «Американська нацистська партія».
- Мабуть, першу з них очолювали Джеймс Ворнер і Аллен Вінсент, і вона складалася з членів каліфорнійського відділення NSWPP[29]. Ця група оголосила про своє існування 1 січня 1968 року. У 1982 році Джеймс Берфорд сформував ще одну «Американську нацистську партію» з невдоволених членів «Націонал-соціалістичної партії Америки»[30]. Ця організація, що базувалася в Чикаго, проіснувала щонайменше до 1994 року[31].
- Невелика «Американська нацистська партія» діяла з Девенпорта, під керівництвом Джона Роберта Бішопа до 1985 року[32][15][33].
- Назва «Американська нацистська партія» також була прийнята групою, яку очолював Роккі Сухайда (Rocky J. Suhayda), член початкової АНП Роквелла в 1967 році. Хоча ANP Сухайди стверджує, що Роквелл був її засновником, не існує прямого юридичного або фінансового зв'язку між нею та організацією, що залишилася від Роквелла, яка зараз називається «Новий порядок». Веб-сайт ANP Сухайди зі штаб-квартирою у Вестленді продає ностальгічні передруки журналу Роквелла 1960-х років «Штурмовик» (англ. The Stormtrooper). У 2008 році неонацистський кандидат у президенти Джон Тейлор Боулз був її членом. Сухайда проводить напівприватні щорічні зустрічі у себе вдома та національний з'їзд у Каліфорнії. Його послідовники не носять уніформу і уникають публічних демонстрацій, часто критикуючи конкуруючу організацію «Націонал-соціалістичний рух» за «викриття» своїх членів за допомогою надмірної уваги до них у ЗМІ.

## Відомі колишні учасники
- Девід Дюк був членом організації до того, як заснував орґанізацію Лицарів Ку-клукс-клану[4]
- Френк Коллін, засновник «Націонал-соціалістичної партії Америки»
- Гарольд Ковінгтон, письменник
- Джеймс Мейсон, колишній ув'язнений, письменник, соратник Чарльза Менсона
- Джозеф Томмазі, засновник «Націонал-соціалістичного фронту визволення»
- Курт Саксон, автор книги «Бідний Джеймс Бонд»
- Вільям Лютер Пірс, засновник «Національного альянсу»
- Артур Джонс, кандидат від республіканців до 3-го округу Конгресу США від штату Іллінойс на проміжних виборах у листопаді 2018 року

## Нотатки
1. ↑  Despite sharing ideological roots, the phrase 'American Nazi Party' should not be confabulated with the German American Bund or German American Federation (нім. Amerikadeutscher Bund; Amerikadeutscher Volksbund, AV), which was an American Nazi organization established in 1936 to succeed Friends of New Germany (FONG), the new name being chosen to emphasize the group's American credentials after press criticism that the organization was unpatriotic.[4][5] The Bund was to consist only of American citizens of German descent.[6]  Reportedly, it had about 20,000 adherents.[4]
2. ↑  "The line between the American Nazi Party, the Ku Klux Klan, and other white supremacists has always been blurry."[4]
3. ↑  The actual date of the change in name is unclear. Kaplan reports it as being in 1966, while Goodrick-Clarke and Green and Stabler report it as occurring on January 1, 1967.[15][16][4]